# Gods (større gård)
 For alternative betydninger, se Gods. (Se også artikler, som begynder med Gods)
Et gods er en større land- eller skovbrugsejendom med hovedbygning, park mv.

## Det danske godssystem
Fra omkring 1400 til i hvert fald slutningen af 1700-tallet var landbruget i Danmark præget af det klassiske danske godssystem. Det bestod af en hovedgård, der blev drevet af godsejeren, og fæstegodset, dvs. en række bondegårde, der blev drevet af fæstebønder, der ydede en afgift kaldet landgilde til godsejeren og desuden skulle udføre arbejde (hoveri) på hovedgårdens jorder. Derudover hørte der ofte skov, møllegods og købstadsgods til det enkelte gods.
Overordnet blev de danske godser drevet efter to forskellige hovedprincipper. Den ene driftsform kaldes i forskningen for et fæstegodssystem eller rentegods. Her er landbrugsjorden under hovedgården af mindre udstrækning, og godsejeren lever først og fremmest af den landgilde, han modtager årligt fra sine fæstebønder. Godsejeren har derfor en direkte interesse i, at fæstebønderne er velstillede med en god økonomi, sådan at deres evne til at betale afgifterne til tiden ikke kommer i fare.
Den anden driftsform kaldes et hovedgårdssystem. Her stammer godsejerens indtægter primært fra hovedgårdens egen landbrugsproduktion. Bøndernes afgifter er altså forholdsvis uvæsentlige, mens godsejeren til gengæld har behov for fæsternes arbejdskraft i form af hoveri (fæstebøndernes pligtarbejde), som derfor antager et større omfang. Lovgivningen satte indtil slutningen af 1700-tallet ikke nogen grænser for, hvor omfattende hoveriet kunne være, så det var udelukkende op til godsejerens egen afgørelse. Bønderne vil som følge heraf ofte være mere forarmede, hvilket imidlertid ikke har den store økonomiske betydning for godsets økonomi.
Rentegodserne var næsten enerådende på Fyn og de omliggende småøer samt i det meste af Jylland. I Sønderjylland fandtes de to godstyper dog side om side. På Sjælland, Lolland og Falster dominerede hovedgårdssystemet til gengæld, mens der på Bornholm slet ikke var nogen hovedgårde. De to forskellige systemer havde store konsekvenser for bondestandens levevilkår. I områderne, hvor rentegodserne dominerede, var bønderne socialt og økonomisk betydelig bedre stillede end på Sjælland, Lolland og Falster, hvor bønderne var mere forarmede. Forskellen ses endnu i landskabet i dag, hvor de smukkeste og mest velbyggede bondegårde fra perioden findes i områder, hvor rentegodssystemet dominerede.